# Florence Aubry
 (juin 2024).
Pour les articles homonymes, voir Aubry.
Florence Aubry est une écrivaine française, née à Besançon en 1968. 

## Biographie
Née à Besançon le 3 décembre 1968,  elle est professeure documentaliste en collège et habite actuellement un petit village à quelques kilomètres de Narbonne.
Elle est membre de la Charte des auteurs et des illustrateurs jeunesse.

## Œuvre
- Zelda et les Évaporés, 2019, éditions du Rouergue ;
- La Fille du monstre, 2019, Gallimard Jeunesse ;
- Titan noir, 2018, éditions du Rouergue ;
- Florence Aubry, Point décisif : roman, Namur, Mijade, 2015, 140 p. (ISBN 978-2-87423-103-2) ;
- Le Royaume des cercueils suspendus, 2014, éditions du Rouergue ;
- Nola, 2014, éditions Mijade ;
- Le Garçon talisman, 2012, éditions du Rouergue ;
- Biture express, 2010, éditions Mijade ;
- Je suis un Hikikomori, 2010, éditions Mijade ;
- Daddy Road Killer, 2008, éditions Mijade ;
- La Main de l'aviateur, 2007, éditions du Rouergue ;
- Pour le meilleur, 2007, Grasset jeunesse ;
- Hikikomori, 2005, éditions Labor ;
- Meurtre au beurre de cacahuète, 2005, éditions Lito ;
- L'Armée du cornu, 2005, Magnard jeunesse ;
- La Soixantième Mygale, 2004, Magnard jeunesse ;
- Mamie en miettes, 2003, éditions du Rouergue ;
- De toits à moi, 2003, Magnard jeunesse ;
- L'Étrange Cicatrice, 2003, Magnard jeunesse ;
- Les Points sur le i, 2002, Magnard jeunesse ;
- La Disparue d'Aqualud, 2001, Magnard jeunesse
- Salle de classe

### Prix

#### Titan noir
- En juin 2020, Titan noir est lauréat du Prix Maya 2020, récompense littéraire animaliste décernée aux ouvrages faisant avancer la cause animale, dans la catégorie roman[4].